# Club del Manège
El Club del Manège (en francés, Club du Manège), es el nombre con el que se conoció popularmente a la Reunión de Amigos de la Libertad y la Igualdad (Réunion des amis de la liberté et l'égalité), un club político jacobino de la Revolución francesa creado en 1799 en París, bajo el Directorio.

## Contexto
De septiembre de 1798 a marzo de 1799, una segunda alianza internacional contra Francia se formó a instancias de Gran Bretaña, con la participación de Rusia, el Imperio austríaco, el Imperio otomano, la Corona de las Dos Sicilias, algunos príncipes alemanes y Suecia. Las tropas austro-rusas forzaron al ejército del Danubio a retroceder al oeste del Rin el 6 de abril de 1799, al ejército del general Masséna a abandonar Zúrich (Suiza), y expulsaron a las tropas francesas de Italia. Además, el conflicto de los Chuanes reapareció en el Oeste.
En este contexto de dificultades, las elecciones del 29 germinal del año VII (18 de abril de 1799) supusieron un gran éxito para los jacobinos, que obtuvieron la mayoría del nuevo tercio del Cuerpo legislativo. En cambio, de 187 candidatos gubernamentales, sólo 66 fueron elegidos.
Rápidamente, los conflictos surgieron entre el Directorio y los Consejos. El 29 pradial del año VII (17 de junio de 1799), una coalición de diputados nucleada en torno a los jacobinos consiguió la invalidación del miembro del Directorio Treilhard por inconstitucional. Éste fue reemplazado por Gohier, antiguo ministro de Justicia del año II, que pasa por jacobino. Al día siguiente, sometidos a la amenaza de imputación por parte de los Consejos, La Révellière-Lépeaux y Merlin de Douai dimiten. Barras y Sieyès mantienen sus cargos al ser considerados como más escorados a la izquierda. El 2 mesidor del año VII (20 de junio de 1799), el general Moulin es nombrado miembro del Directorio Ejecutivo, dos días después de Roger Durcos. Igualmente, el 14 mesidor del año VII (2 de julio de 1799) el general Bernadotte es nombrado ministro de Guerra.

## Creación
Espoleados por su victoria frente al Directorio, los jacobinos fundan el 6 de julio de 1799 un nuevo club, la Reunión de Amigos de la Libertad y la Igualdad, con sede en la sala de Equitación (en francés, salle du Manège, antigua sede durante la Revolución de la Asamblea Constituyente, la Asamblea Legislativa y la Convención Nacional) de las Tullerías, de donde toma su denominación más informal de club del manège. Presidido por Jean-Baptiste Drouet, amigo de Babeuf, el club incluye antiguos responsables del Terror. Entre los primeros inscritos se encuentran Bouchotte, Prieur de la Marne, Félix Lepeletier (hermano del convencional Lepeletier de Saint-Fargeau y amigo de Babeuf), Pierre-Antoine Antonelle, Victor Bach y generales como Augereau, Jourdan y Marbot.
Durante los levantamientos realistas en las provincias, sobre todo en Burdeos, Toulouse, Narbonne y Montpellier, el Cuerpo legislativo aprueba una serie de leyes extraordinarias, que recuerda las medidas de salvación pública del año II. Así, el 24 mesidor del año VII (12 de julio de 1799), los Consejos votan la ley de los rehenes. En los departamentos declarados en estado de excepción, las administraciones locales deben redactar listas de nobles, familiares de emigrados y contra-revolucionarios notorios, susceptibles de ser tomados como rehenes para presionar a las bandas armadas realistas. En caso de asesinato de funcionarios de la República, incluso de curas constitucionales, cuatro de estos rehenes serán deportados. Por otro lado, se les hace responsables de los daños causados por los realistas y deberán indemizar a las familias de las víctimas de los realistas y a los campesinos afectados por el pillaje.

## Cierre
En cualquier caso, los éxitos de los jacobinos producen inquietud. Cambacérès es nombrado ministro de Justicia el 2 termidor del año VII (20 de julio de 1799) y Fouché ministro de la Policía el 11 termidor (29 de julio). Los jacobinos son expulsados de la sala de Equitación el 8 termidor (26 de julio) y deben instalarse en la rue du Bac. Finalmente, el 26 termidor (13 de agosto), bajo orden de Sieyès, Fouché ordena cerrar el club jacobino de la Sala de Equitación.
Esta reacción gubernamental es ratificada en los Consejos, el 1 fructidor (18 de agosto), con el rechazo de la imputación de los cuatro miembros del Directorio por el Consejo de Ancianos (por 217 votos contra 214).
Sin embargo, el 27 fructidor (13 de septiembre) el general Jourdan solicita al Consejo de los Quinientos que se declare a la patria en peligro. El día siguiente, Dubois-Crancé es nombrado ministro de la Guerra en sustitución de Bernadotte, que Sieyès considera sospechoso de haber promovido un golpe de fuerza pro-jacobino.
A la vuelta de Egipto, el general Bonaparte inicia contactos en los círculos políticos, financieros y militares con vista a tomar el poder: así, trata con Sieyès, que cree haber encontrado la espada que buscaba para cambiar la Constitución.
El 15 brumario del año VIII (6 de noviembre de 1799), los Consejos legislativos ofrecen un banquete de 750 cubiertos a Bonaparte y a Moreau, en el que los generales de orientación más jacobina (Jourdan y Augereau) brillan por su ausencia. El día siguiente, Jourdan propone en vano a Bonaparte que lidere un golpe de Estado en favor de la izquierda jacobina. Finalmente, bajo el pretexto de un hipotético complot terrorista, Bonaparte da su propio golpe de Estado, el 18 brumario (9 de noviembre de 1799).
Durante las semanas siguientes, la represión alcanza de lleno a los círculos jacobinos. Sesenta diputados son destituidos, la prensa patriótica (jacobina) es atacada y los clubs son cerrados. Desde el 11 de noviembre de 1799, los cónsules decretan que 36 demócratas (entre ellos, Félix Lepeletier, Charles de Hesse, Louis Henri Scipion de Roure, Antoine-Lous-Bernard-Magniez, François-Xavier Audouin, Didier Jourdeuil, Soulavie o Fournier el Americano) sean deportados a Cayenne, y que otros 26 (el general Jourdan, el convencional Julien de Toulouse, Pierre-Antoine Antonelle y prácticamente todos los diputados del Consejo de los Quinientos y el Consejo de Ancianos opuestos al golpe de Estado) sean desterrados al penal de la isla de Ré; aunque estos últimos pueden regresar gracias a un decreto del 25 de noviembre.
La oposición jacobina será decapitada en 1801, tras la supuesta conspiración de los puñales (24 de octubre de 1800), que sirve de pretexto para la ejecución de Demerville, del teniente general Aréna, del escultor Ceracchi o del pintor François Topino-Lebrun; y el atentado de la calle Saint-Nicaise del 3 nivoso del año IX (24 de diciembre de 1800), al que siguió la detención de numerosos militantes revolucionarios, encarcelados en las islas de Ré y Olerón y en el fuerte de Joux, o deportados a la Guyana francesa y a las islas Seychelles.